# Inch Kenneth
Inch Kenneth (Innis Choinnich (pronuncieu [kʲi.ə]) en gaèlic) és una petita illa deshabitada del nord-oest Escòcia situada a l'oest de la costa de l'illa de Mull i al sud-est d'Ulva. L'illa rep el seu nom de Sant Kenneth, que fundà un monestir a l'olla, les runes del qual encara es poden veure.
Inch Kenneth va pertànyer a la família Mitford. També el simpatitzant nazi Unity Mitford hi passà els seus darrers anys de vida.